# 후쿠다촌 (후쿠시마현 소마군)
후쿠다촌(福田村)은 1954년까지 후쿠시마현 소마군 북동부에 있던 촌이다.

## 역사
- 1889년 4월 1일 - 정촌제 시행과 함께 3촌이 합병해 우다군 후쿠다촌이 성립하였다.
- 1896년 4월 1일 - 우다군과 기타카타군이 합병해 소마군이 성립하여, 소마군 후쿠다촌이 되었다.
- 1954년 8월 20일 - 신치촌, 고마가미네촌과 합병해 새로운 신치촌이 되었다.

## 행정

### 수장
- 역대촌장

| 대 | 성명     | 취임                   | 퇴임                      | 비고 |
| -- | -------- | ---------------------- | ------------------------- | ---- |
| 1  | 加藤哲治 | 明治22年（1889年）7月  | 明治38年（1905年）7月     |      |
| 2  | 目黒真亮 | 明治38年（1905年）10月 | 明治39年（1906年）12月    |      |
| 3  | 佐藤丙八 | 明治40年（1907年）12月 | 大正9年（1920年）8月      |      |
| 4  | 目黒真亮 | 大正9年（1920年）10月  | 大正13年（1924年）10月    | 재임 |
| 5  | 荒慶吉   | 大正13年（1924年）10月 | 昭和4年（1929年）6月6日   |      |
| 6  | 高橋一馬 | 昭和4年（1929年）      | 昭和12年（1937年）        |      |
| 7  | 遠藤多平 | 昭和12年（1937年）     | 昭和16年（1941年）        |      |
| 8  | 桜井金吉 | 昭和16年（1941年）     | 昭和20年（1945年）        |      |
| 9  | 佐藤清   | 昭和20年（1945年）     | 昭和21年（1946年）        |      |
| 10 | 佐藤清平 | 昭和22年（1947年）     | 昭和29年（1954年）8月19日 |      |

## 인구
| 1920년 | 1,990명 |  |
| 1925년 | 2,110명 |  |
| 1930년 | 2,187명 |  |
| 1935년 | 2,290명 |  |
| 1940년 | 2,257명 |  |
| 1947년 | 2,877명 |  |
| 1950년 | 2,862명 |  |

## 교통

### 철도
- 일본국유철도 조반 선 - 역없음

### 도로
- 국도 6호선

## 참고문헌
- 『新地町史』（福島県相馬郡新地町）
  - 資料編（1982年）
  - 自然・民俗編（1993年）
  - 歴史編（1999年）